# Rockbund Art Museum

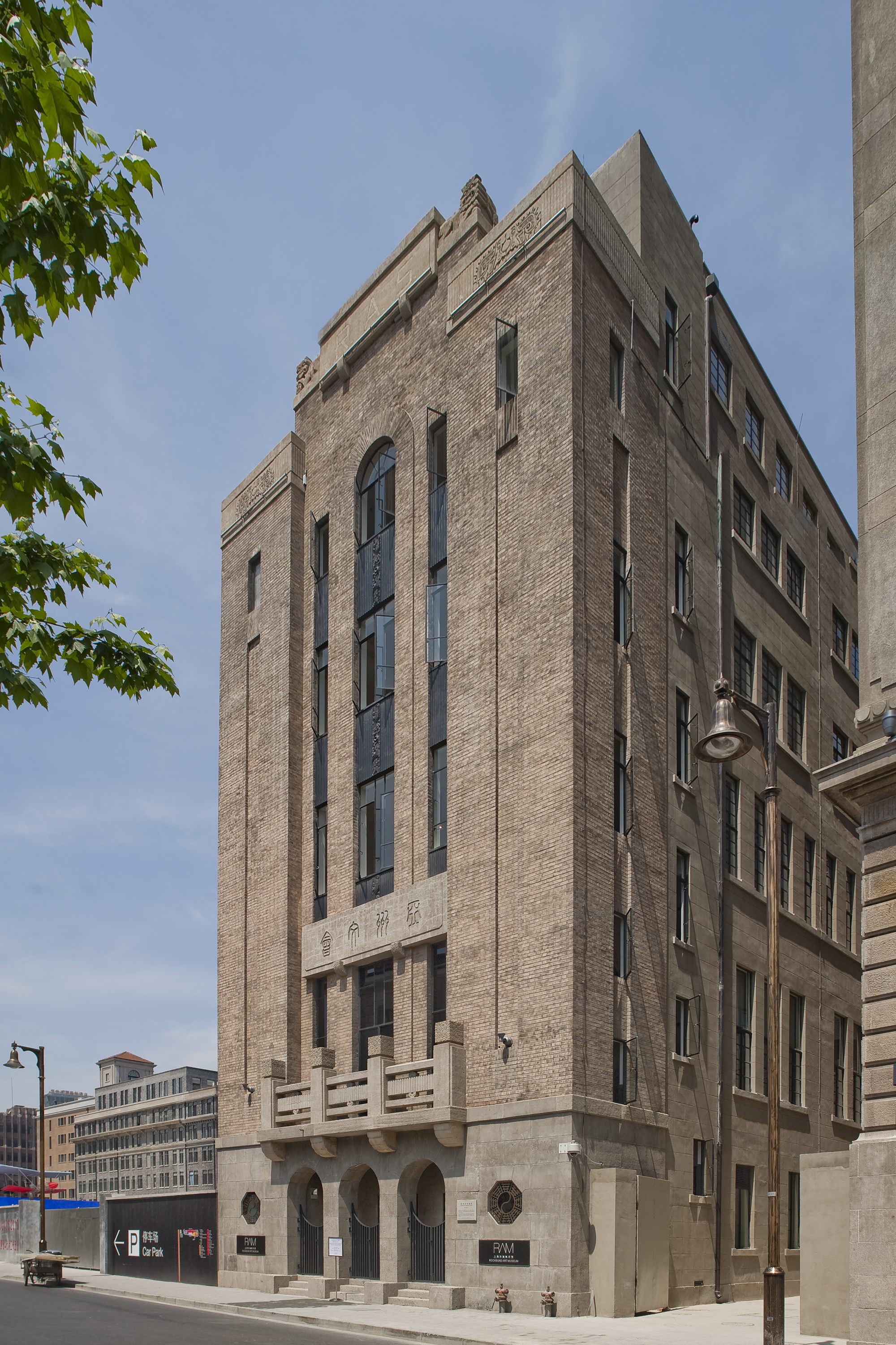
Gebäude des Rockbund Art Museum

Das Rockbund Art Museum ist ein Kunstmuseum ohne eigene Bestände in Shanghai, Volksrepublik China.

## Lage und Architektur
Das Museum befindet sich in der früheren Internationalen Konzession von Shanghai in unmittelbarer Nähe zum Bund, der Uferstraße der Stadt mit Dutzenden von Gebäuden im Stil des Neoklassizismus und des Art déco. Das ursprüngliche sechsgeschossige Gebäude wurde 1932 von der britischen Firma Palmer and Turner geplant und war bis 1952 der Sitz der nordchinesischen Niederlassung der Royal Asiatic Society (RAS). Der Stil des Hauses ist eine Mischung von moderner Architektur mit dem Art déco und traditionellen chinesischen dekorativen Elementen.

## Geschichte
Das Gebäude der British Asiatic Society diente als Treffpunkt der fernöstlichen mit den westlichen Kulturen und war gleichzeitig der Sitz des ersten Museums mit der Bezeichnung Shanghai Museum. Bei der Auflösung des Sitzes der Gesellschaft 1952 wurden die Sammlungen und die Bibliothek dem Wunsch der Gesellschaft folgend auf zwei Museen der Stadt, auf das im selben Jahr neugegründete Shanghai Museum, sowie das Shanghai Natural History Museum, und die Städtische Bibliothek Shanghais übertragen.
2007 begannen durch den britischen Architekten David Chipperfield die Planungen für ein Ausstellungsgebäude am Ort der früheren Niederlassung der BAS. Chipperfield erweiterte das Gebäude nach Osten und schuf einen offenen Platz zu ebener Erde. Des Weiteren entstand auf dem Dach des Neubaus eine offene Terrasse. Im Inneren der bestehenden Bausubstanz wurden Veränderungen vorgenommen, die moderne Ausstellungskonzepte ermöglichen. Die obersten drei Geschosse werden durch eine Lichtkuppel miteinander verbunden. Farbkonzept und Möblierung richten sich nach den Vorgaben der 1930er Jahre.

## Ausstellungen
Das Museum begann im Jahre 2010 mit seinen ersten Ausstellungen, unter denen zum Beispiel chinesische Künstler wie Cai Guo-Qiang oder Zeng Fanzhi waren, aber auch Künstler wie der Schweizer Ugo Rondinone mit seinem Projekt Breathe Walk Die im Jahre 2014.
- 2011: Zhang Huan: Q Confucius.
- 2012: Paola Pivi: Share, but It’s not Fair.
- 2014: Bharti Kher: Misdemeanours.
- 2015: Chen Zhen: Without Going to New York and Paris, Life Could Be International.
- 2016: Heman Chong: Ifs, Ands, or Buts.
- 2016: Felix Gonzalez-Torres.